# Games Magazine
Das Games Magazine (eigene Schreibweise: GAMES) ist ein US-amerikanisches Magazin, welches sich mit Spielen und Puzzles beschäftigt. Die Zeitschrift wird von der „Games Publications“ einer Abteilung der Kappa Publishing Group veröffentlicht.

## Games 100
In der Dezemberausgabe des Games Magazines wird jedes Jahr eine Liste der besten Spiele veröffentlicht. Neben dem Game of the Year und einigen weiteren Preisen in verschiedenen Kategorien werden insgesamt 100 Spiele (Games 100) vorgestellt. Bis 1994 gab es ein Game of the Year, ab 1995 wurde zwischen traditionellen Spielen und Computerspielen unterschieden. Seit 1996 wird in der Dezemberausgabe das Game of the Year des folgenden Jahres gekürt.

### Hauptpreisträger Gesellschaftsspiele
| Jahr | Kategorie                      | Spiel                                      | Autor                             | Verlag                     |
| ---- | ------------------------------ | ------------------------------------------ | --------------------------------- | -------------------------- |
| 1991 | Game of the Year               | Trumpet                                    | Philip Orbanes                    | International Games        |
| 1992 | Game of the Year               | Pipeline                                   | Ed Okimura                        | Playco Hawaii              |
| 1993 | Game of the Year               | Inklings                                   |                                   | Mattel                     |
| 1995 | Game of the Year (Traditional) | Sharp Shooters                             |                                   | Milton Bradley             |
| 1997 | Game of the Year (Traditional) | 25 Words or Less                           | Bruce Sterten                     | Winning Moves              |
| 1998 | Game of the Year (Traditional) | Quoridor                                   | Mirko Marchesi                    | Great American Trading Co. |
| 1999 | Game of the Year (Traditional) | Fossil                                     | Klaus Palesch                     | Rio Grande Games           |
| 2000 | Game of the Year (Traditional) | Torres                                     | Wolfgang Kramer, Michael Kiesling | Rio Grande Games           |
| 2001 | Game of the Year (Traditional) | Aladdin’s Dragons (Morgenland)             | Richard Breese                    | Rio Grande Games           |
| 2002 | Game of the Year (Traditional) | Evo                                        | Philippe Keyaerts                 | Eurogames-Descartes        |
| 2003 | Game of the Year (Traditional) | Dvonn                                      | Kris Burm                         | Rio Grande Games           |
| 2004 | Game of the Year (Traditional) | New England                                | Alan R. Moon, Aaron Weissblum     | Überplay                   |
| 2005 | Game of the Year (Traditional) | BuyWord                                    | Sid Sackson                       | Face2Face Games            |
| 2006 | Game of the Year (Traditional) | Australia                                  | Wolfgang Kramer, Michael Kiesling | Rio Grande Games           |
| 2007 | Game of the Year (Traditional) | Vegas Showdown                             | Henry Stern                       | Avalon Hill                |
| 2008 | Game of the Year (Traditional) | Pillars of the Earth (Die Säulen der Erde) | Michael Rieneck, Stefan Stadler   | Mayfair Games              |
| 2009 | Game of the Year (Traditional) | Tzaar                                      | Kris Burm                         | Rio Grande Games           |
| 2010 | Game of the Year (Traditional) | Small World                                | Philippe Keyaerts                 | Days of Wonder             |
| 2011 | Game of the Year (Traditional) | Jump Gate                                  | Matt Worden                       | Matt Worden Games          |
| 2012 | Game of the Year (Traditional) | Tikal II                                   | Wolfgang Kramer, Michael Kiesling | Asmodée Editions           |
| 2012 | Game of the Year (Traditional) | Tikal II                                   | Wolfgang Kramer, Michael Kiesling | Asmodée Editions           |
| 2013 | Game of the Year (Traditional) | Trajan                                     | Stefan Feld                       | HUCH!                      |
| 2014 | Game of the Year (Traditional) | Garden Dice                                | Doug Bass                         | Meridae Games              |
| 2015 | Game of the Year (Traditional) | Castles of Mad King Ludwig                 | Ted Alspach                       | Bézier Games               |
| 2016 | Game of the Year (Traditional) | New York 1901                              | Chénier La Salle                  | Blue Orange Games          |
| 2017 | Game of the Year (Traditional) | Kingdomino                                 | Bruno Cathala                     | Blue Orange Games          |

### Hauptpreisträger Computerspiele
| Jahr | Kategorie                               | Spiel                                | Publisher               |
| ---- | --------------------------------------- | ------------------------------------ | ----------------------- |
| 1994 | Game of the Year                        | Myst                                 | Brøderbund              |
| 1995 | Game of the Year (Electronic)           | Virtual Pool                         | Interplay               |
| 1997 | Game of the Year (Electronic)           | Links LS                             | Access                  |
| 1998 | Game of the Year (Electronic)           | Obsidian                             | SegaSoft/Rocket Science |
| 1999 | Game of the Year (Electronic)           | Oddworld: Abe’s Oddysee              | GT Interactive          |
| 2000 | Game of the Year (Electronic, Computer) | Half-Life                            | Sierra Studios          |
| 2000 | Game of the Year (Electronic, Console)  | The Legend of Zelda: Ocarina of Time | Nintendo                |
| 2001 | Game of the Year (Electronic)           | Die Sims                             | Maxis/EA, Aspyr         |
| 2002 | Game of the Year (Electronic)           | Black & White                        | Electronic Arts         |
| 2003 | Game of the Year (Electronic)           | Neverwinter Nights                   | Atari                   |
| 2004 | Game of the Year (Electronic)           | The Legend of Zelda: The Wind Waker  | Nintendo                |
| 2005 | Game of the Year (Electronic)           | City of Heroes                       | NC Soft                 |
| 2006 | Game of the Year (Electronic)           | Psychonauts                          | Majesco                 |
| 2007 | Game of the Year (Electronic)           | The Elder Scrolls IV: Oblivion       | Bethesda Softworks      |
| 2008 | Game of the Year (Electronic)           | BioShock                             | 2K/Irrational           |
| 2009 | Game of the Year (Electronic)           | Spore                                | Maxis/EA Games          |
| 2010 | Game of the Year (Electronic)           | Batman: Arkham Asylum                | Eidos                   |
| 2011 | Game of the Year (Electronic)           | Super Mario Galaxy 2                 | Nintendo                |
| 2012 | Game of the Year (Electronic)           | Portal 2                             | Valve, Electronic Arts  |